# Filosofia dell'aritmetica
La Filosofia dell'aritmetica (in tedesco Philosophie der Arithmetik. Psychologische und logische Untersuchungen) è un'opera filosofica del 1891 di Edmund Husserl. Si tratta del suo primo libro pubblicato e costituisce una sintesi dei suoi studi in matematica, condotti sotto Karl Weierstrass, con i suoi studi in filosofia e psicologia, condotti sotto Franz Brentano (cui il lavoro è dedicato) e Carl Stumpf.

## Struttura
La Filosofia dell'aritmetica costituisce il primo tomo di un'opera originariamente prevista in due volumi, il secondo dei quali non fu però mai pubblicato. Complessivamente avrebbe dovuto essere costituito da quattro parti e un'appendice.
Il primo e unico volume è dunque diviso nelle seguenti due parti:
1. I concetti propri di molteplicità, unità e numero cardinale (in tedesco Die eigentliche Begriffe von Vielheit, Einheit und Anzahl).
2. I concetti simbolici di numero cardinale e le fonti logiche dell'aritmetica dei numeri cardinali (in tedesco Die symbolischen Anzahlbegrife und die logischen Quellen der Anzahlen-Arithmetik).